# Chaouéni
Chaouéni ist eine Siedlung auf der Komoreninsel Anjouan im Indischen Ozean.

## Geografie
Der Ort liegt am Südzipfel der Insel südlich von Mnazichoumoué, hoch über der steilen Küste, auf einer Höhe von 366 m. Bouijou am Berg Abakambouni schließt sich im Süden unmittelbar an.
Die Hauptstraße verläuft über Nioumakélé weiter nach Südosten und teilt sich dann zwischen Hamchako und Antsahé.

## Klima
Nach dem Köppen-Geiger-System zeichnet sich Chaouéni durch ein tropisches Klima mit der Kurzbezeichnung Am aus. Die Temperaturen sind das ganze Jahr über konstant und liegen zwischen 20 °C und 25 °C.